# Посадник (минный крейсер)
«Посадник» — минный крейсер типа «Казарский».

## История корабля
Заложен на судоверфи «Шихау» в Эльбинге 9 августа 1891 года по заказу Морского ведомства России. Спущен на воду 1 апреля 1892 года, вступил в строй 5 июня 1892 года.
В 1897—1898 годах корабль в составе эскадры контр-адмирала П. П. Андреева участвовал в международной миротворческой операции на Крите. 
27 сентября 1907 года официально причислен к классу посыльных судов.
В 1911—1914 годах использовался как учебный артиллерийский корабль.
Принимал участие в Первой мировой войне, нёс дозорную и конвойную службу.
В апреле 1918 года захвачен финскими войсками в Бьёрнеборге и переименован в «Клас Хорн». После заключения Юрьевского мирного договора продан Финляндии и до 1936 года находился в составе финских ВМС. В 1920 году вооружение крейсера было дополнено двумя 102-мм орудиями, установленными на месте рельс для постановки мин, и корабль был переквалифицирован в канонерскую лодку, однако из-за вибрации корпуса вести огонь на ходу не мог и служил, по существу, стационарной береговой батареей.
В 1929—1931 годах использовался как база подводных лодок.
В 1937 году, в связи с износом механической части, корабль был превращён в стационарную плавбазу.
В 1957 году в котельном и машинном отсеках была устроена мастерская, а жилые отсеки использовались для размещения сотрудников гидрографической экспедиции. Впоследствии судно было продано частной фирме и перестроено в плавучий ресторан, но в 1962 году сгорело и в 1964 году было сдано на слом.

## Командиры
- 07.02.1894 — 11.05.1896 — капитан 2-го ранга Щешинский, Оттон Иванович
- 11.05.1896 — 31.03.1897 — капитан 2-го ранга Вирен, Роберт Николаевич
- хх.хх.1897 — 06.12.1897 — капитан 2-го ранга Петров, Иван Ларионович
- 06.12.1897 — хх.хх.1899 — капитан 2-го ранга Броницкий, Митрофан Александрович
- 08.02.1899 — 15.11.1899 — капитан 2-го ранга Григорьев, Сергей Иванович
- 06.12.1899 — 13.09.1901 — капитан 2-го ранга Родионов, Александр Андреевич
- хх.хх.1901 — 01.01.1904 — капитан 2-го ранга Лозинский, Александр Григорьевич (убит мятежниками в ночь на 20 июля 1906 года на крейсере «Память Азова», похоронен на Митрофановском кладбище в Санкт-Петербурге[3]).
- 01.01.1904 — хх.хх.1904 — капитан 2-го ранга Петров, Александр Васильевич